# Liste der Monuments historiques in Antigny-la-Ville
Die Liste der Monuments historiques in Antigny-la-Ville führt die Monuments historiques in der französischen Gemeinde Antigny-la-Ville auf.

## Liste der Objekte
| Bezeichnung                           | Beschreibung                          | Standort                                                       | Kennzeichnung | Schutzstatus | Datum | Bild |
| ------------------------------------- | ------------------------------------- | -------------------------------------------------------------- | ------------- | ------------ | ----- | ---- |
| Skulptur Heiliger Benedikt            | Holz, farbig gefasst, 16. Jahrhundert | Antigny-la-Ville, in der Kirche Assomption-de-la-Vierge (Lage) | PM21000033    | Classé       | 1936  |      |
| Gemälde Das Gelöbnis von Ludwig XIII. | Ölfarbe auf Leinwand, 17. Jahrhundert | Antigny-la-Ville, in der Kirche Assomption-de-la-Vierge (Lage) | PM21000034    | Classé       | 1967  |      |
| Glocke                                | Bronze, gegossen 1734                 | Charmoy, in der Kapelle (Lage)                                 | PM21000035    | Classé       | 1943  |      |
| Skulptur Heiliger Joseph              | Holz, farbig gefasst, 17. Jahrhundert | Antigny-la-Ville, in der Kirche Assomption-de-la-Vierge (Lage) | PM21003368    | Inscrit      | 1972  |      |